# 阿米达
37°58′55″N 40°12′38″E / 37.98194°N 40.21056°E

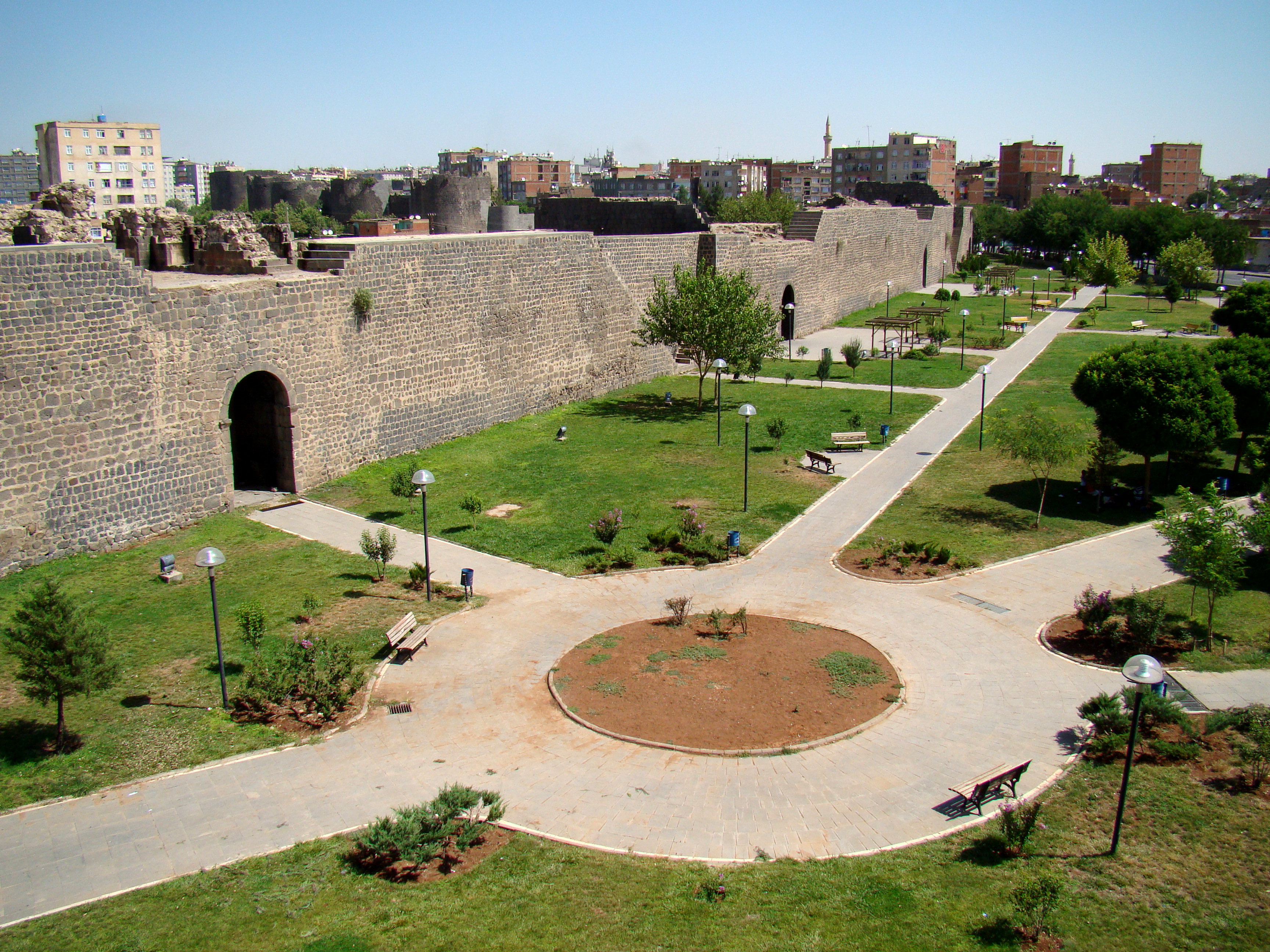
由君士坦提烏斯二世加强与扩建的阿米达城墙

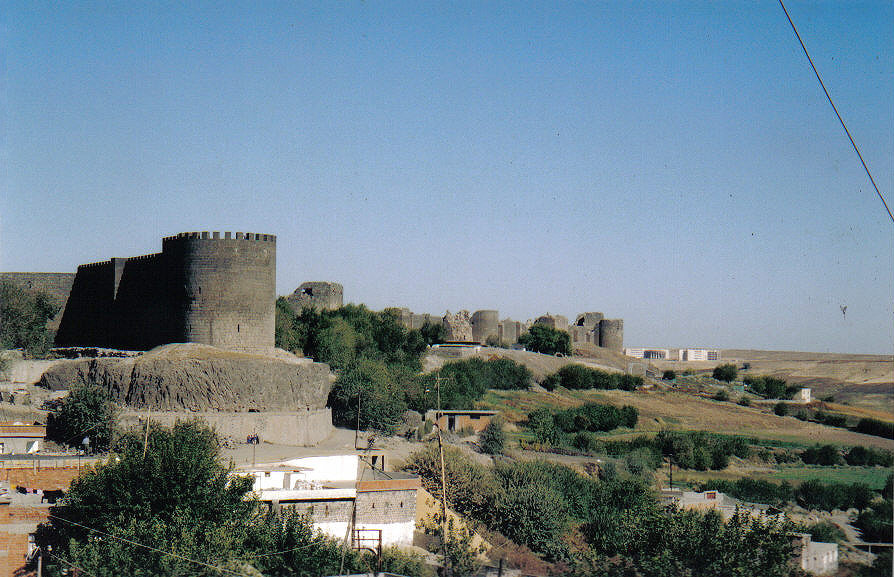
君士坦提烏斯二世时期建造的阿米达城墙

阿米达（希臘語：Ἄμιδα) 是美索不达米亚的一座古城，位于今土耳其迪亚巴克尔所在的位置。罗马作家阿米阿努斯·馬爾切利努斯与普罗科匹厄斯认为它是美索不达米亚的城市。
该城位于底格里斯河上游的右岸，城墙高大坚固，以夺用自老建筑的材料建造。

## 历史
阿米达约在前3世纪始建为阿拉米人定居地，此后成为了比特-扎马尼的首都。阿米达发现的最早物品是著名的納拉姆辛王石碑，据信来自于前3世纪。阿米达这一名称第一次出现是在亚述国王阿达德尼拉里一世（约前1310年−前1281年）所著述的文字中。其第一次出现于古罗马文献则是在4世纪的罗马-波斯战争中。
该城于412年被君士坦提烏斯二世扩建与加强，但是在359年，萨珊国王沙普尔二世在经过73天的围攻，付出30000伤亡的代价后占据该城，罗马士兵与大量人民遭到屠杀。参与防守该城的历史学家阿米阿努斯·馬爾切利努斯记录下了这次围城。363年阿米达被罗马皇帝尤利安收复。
502年−503年，阿米达在阿纳斯塔斯战争中再被萨珊国王卡巴德一世包围。这次围攻远比卡瓦德想象的艰难，防守方虽然没有军队在城中，却在一直击退萨珊王朝的进攻，坚持了三个月才投降。在此次战争期间，罗马皇帝阿纳斯塔修斯派军驰援阿米达，但是各将领不愿进攻波斯人驻守的阿米达，阿雷欧宾杜斯驻扎在了阿尔扎蒙（Arzamon），帕特里丘与伊帕提乌驻扎于希普里欧斯（Siphrios），两支军队被科巴德分别击败，另一位将领塞勒更是远远地落在了后边。504年，查士丁尼一世再次派遣阿雷欧宾杜斯围攻阿米达，波斯人于是在获取1000镑黄金后将城交出，此后查士丁尼一世重修了阿米达的城墙与防御工事。
602年萨珊王朝第三次夺取了阿米达，并占据了二十年之久，直到628年罗马皇帝希拉克略收复此城。此后不久，阿米达城最终于639年落入阿拉伯人之手；1516年，奥斯曼土耳其掌控了此地。

## 书籍
- George Long, "Amida", in William Smith, Dictionary of Greek and Roman Geography, Volume 1, Walton & Maberly, 1854, p. 122.
- Greatrex, Geoffrey; Lieu, Samuel N. C. . . Routledge. 2002: 82–97. ISBN 0-415-14687-9.
- Matthew Bennett, "Amida", The Hutchinson dictionary of ancient & medieval warfare, Taylor & Francis, 1998, ISBN 1-57958-116-1, p. 13.